# Helina liupanshanensis
Helina liupanshanensis este o specie de muște din genul Helina, familia Muscidae, descrisă de Yang și Ma în anul 2000.
Este endemică în Ningxia. Conform Catalogue of Life specia Helina liupanshanensis nu are subspecii cunoscute.